# Birken (Overath)
Birken ist ein Ortsteil von Heiligenhaus in der Stadt Overath im Rheinisch-Bergischen Kreis in Nordrhein-Westfalen, Deutschland.

## Lage und Beschreibung
Der Ortsteil Birken an der Hohkeppler Straße (Landesstraße 84) ist als eigenständiger Wohnplatz heute nicht mehr wahrzunehmen, er ist mit dem Stadtteil Heiligenhaus zusammengewachsen. Es handelt sich um ein Neubaugebiet, bei dem Overaths Stadtplanung mit präzisen Vorgaben sucht, ein organisches Gesamtbild zu erhalten. Zu den Vorgaben gehört die Anlage einer Obstwiese mit mindestens einhundert Bäumen, bei der der Einsatz von Bioziden untersagt ist. Mit der Buslinie 425 ist Birken an den öffentlichen Nahverkehr angeschlossen.

## Geschichte
Die Topographia Ducatus Montani des Erich Philipp Ploennies, Blatt Amt Steinbach, belegt, dass der Wohnplatz bereits 1715 drei Hofstellen besaß, die als Bircken beschriftet sind. Carl Friedrich von Wiebeking benennt die Hofschaft auf seiner Charte des Herzogthums Berg 1789 als Börken. Aus ihr geht hervor, dass der Ort zu dieser Zeit Teil der Honschaft Löderich im Kirchspiel Overath war.
Der Ort ist auf der Topographischen Aufnahme der Rheinlande von 1817 als Birken verzeichnet. Die Preußische Uraufnahme von 1845 zeigt den Wohnplatz ebenfalls unter dem Namen Birken. Ab der Preußischen Neuaufnahme von 1892 ist der Ort auf Messtischblättern regelmäßig als Birken verzeichnet.
1822 lebten in den zwei Overather Birken 18 bzw. 24 Menschen in zwei als Höfe kategorisierte Orten, die nach dem Zusammenbruch der napoleonischen Administration und deren Ablösung zur Bürgermeisterei Overath im Kreis Mülheim am Rhein gehörten. Es geht aus der Aufstellung nicht hervor, welches davon das hier genannte Birken ist. Für das Jahr 1830 werden für die als Höfe kategorisierten Orte 21 bzw. 28 Einwohner angegeben. Der 1845 laut der Uebersicht des Regierungs-Bezirks Cöln als Birken kategorisierte Ort besaß zu dieser Zeit sechs Wohngebäude mit 48 Einwohnern, alle katholischen Bekenntnisses.
Nach der Liste Einwohner und Viehstand von 1848, die unter anderem der Steuererhebung diente, lebten in Birken 59 Einwohner, unter ihnen 27 Kinder. Die Liste nennt Namen und Berufe der Haushaltsvorstände und gibt damit einen kleinen Einblick in die Lebensverhältnisse.
Es gab sieben Ackerer in Birken, darunter 3 Familien Müller: Peter, Heinrich und Geschwister Müller. Das meiste Vieh besaß die elfköpfige Familie (6 Kinder) von Hermann Altenrath: (1 Ochse, 5 Kühe, 2 Rinder, 1 Kalb, 5 Schweine) Weitere Ackerer: Peter Ley (2 Kühe, 1 Schwein), Peter Roth (1 Kuh, 1 Ziege) und Caspar Stüttem (1 Kuh, 1 Ziege) .
Zu den sechsköpfigen Familien der beiden Tagelöhner  Peter Dresbach und Peter Faßbender und des Lumpensammlers Christian Alessi zählten je 4 Kinder. Vermerke der Obrigkeit jeweils zum Besitzstand: 1 Ziege, arm.
Die Gemeinde- und Gutbezirksstatistik der Rheinprovinz führt 1871 Birken mit fünf Wohnhäusern und 21 Einwohnern auf. Im Gemeindelexikon für die Provinz Rheinland von 1888 werden für Birken bei Heiligenhaus sechs Wohnhäuser mit 23 Einwohnern angegeben. 1895 besitzt der Ort vier Wohnhäuser mit 14 Einwohnern und gehörte konfessionell zum katholischen Kirchspiel Marialinden, 1905 werden fünf Wohnhäuser und 40 Einwohner angegeben.